# Jean Paul Gaultier

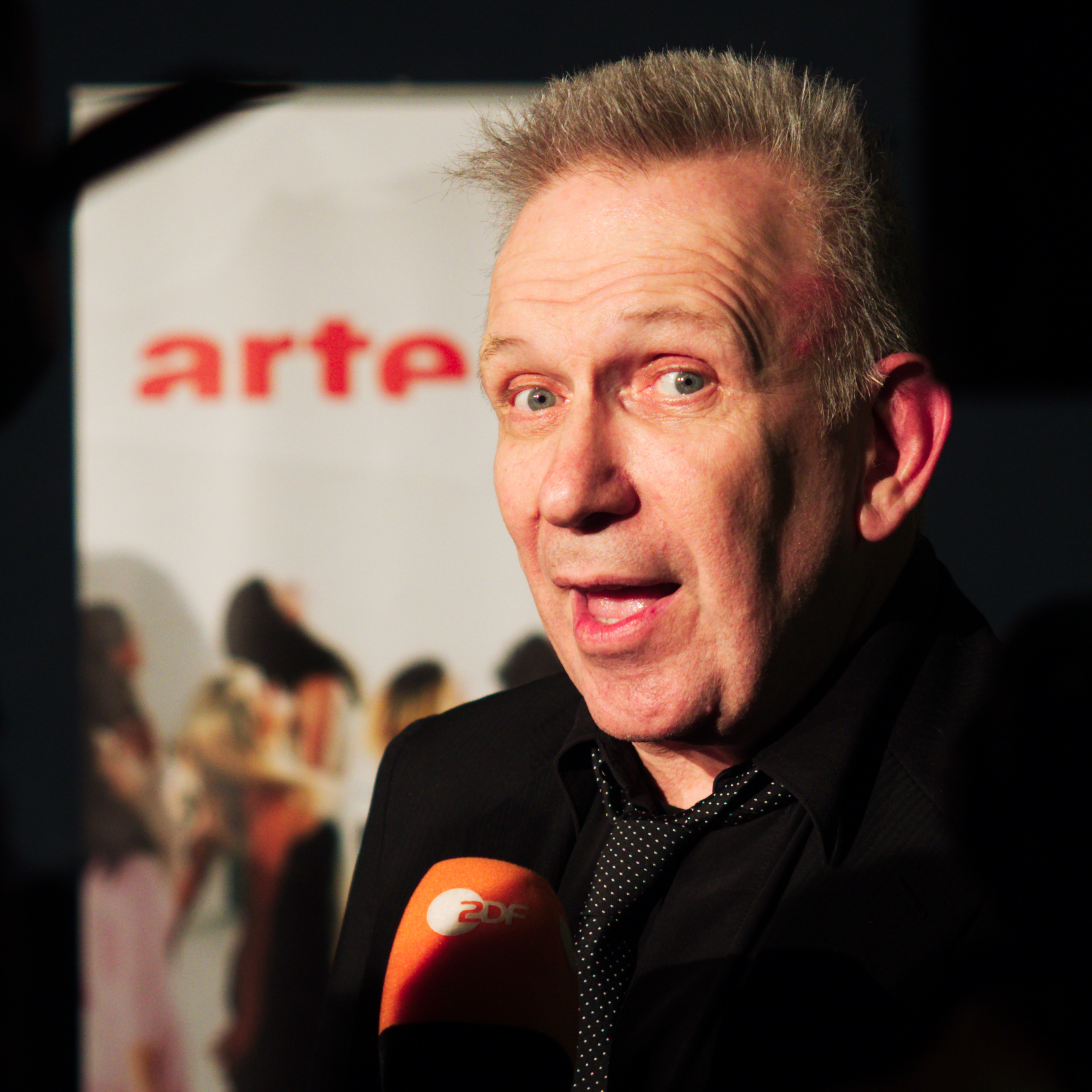
Jean Paul Gaultier (2015)

Jean Paul Gaultier (frz. [ʒɑ̃ pɔl ɡot'je]; * 24. April 1952 in Arcueil) ist ein französischer Modeschöpfer und Gründer des nach ihm benannten Modeunternehmens.

## Karriere
Gaultier hat keine Ausbildung als Modedesigner absolviert, schickte jedoch schon als junger Mann seine Modeskizzen an bekannte Modeschöpfer. Pierre Cardin war von seinen Fähigkeiten beeindruckt und engagierte ihn 1970 als Assistenten. Im Haute-Couture-Haus von Jean Patou arbeitete er ab 1971 als Assistent von Chef-Designer Michel Goma und nach 1973 als Assistent von Angelo Tarlazzi, Gomas Nachfolger.

### Die Marke Gaultier
Seine erste eigene Kollektion stellte Gaultier 1976 vor. 1978 gründete er die Jean Paul Gaultier SA. Seit 1997 kreiert Gaultier unter dem Namen Gaultier Paris auch Haute Couture Kollektionen. Darüber hinaus bot Gaultier bis 2014 eine Prêt-à-porter-Kollektion für Damen sowie eine Kollektion für Herren an. Die Herrenkollektion wurde ab 2006 unter dem Namen Gaultier² (Gaultier Square) als Unisex-Linie präsentiert. 1985 kreierte Gaultier die in Lizenz gefertigte jugendliche Zweitlinie Junior Gaultier, die 1994 durch JPG by Gaultier, eine Unisex-Kollektion, ersetzt wurde. Letztere wurde 1997 eingestellt. 1992 lancierte er Gaultier Jean's, eine Denim-basierte Kollektion, die 2004 in Jean's Paul Gaultier umbenannt wurde und ab da die eingestellte Zweitlinie JPG ersetzte.
2009 wurde die Kinderkollektion Junior Jean Paul Gaultier bzw. Junior Gaultier in Zusammenarbeit mit dem französischen Kindermodespezialisten Groupe Zannier auf den Markt gebracht, welche 2011 um Gaultier Bébé für Kleinkinder erweitert wurde. Zudem gab es im Accessoire-Bereich für Damen Schmuck, Lederwaren, Schuhe und Brillen von Gaultier. Der Umsatz der Marke Gaultier lag 2009 bei rund 23 Millionen Euro.
Mit einer großen Modenschau während der Pariser Modewochen Ende September 2014 verkündete das Haus Gaultier, dass die komplette Prêt-à-porter-Sparte aufgegeben werde und sich der Designer nunmehr ausschließlich auf die Haute Couture, die Parfüms und andere Projekte konzentrieren werde.
Im Januar 2020 teilte Gaultier mit einer großen Modenschau in Paris seinen Rückzug aus der Haute Couture Modesparte mit, stellte allerdings klar, dass dies nicht das Ende der Sparte bedeuten werde. Die Haute Couture von Jean Paul Gaultier wird seit dem Rückzug des Firmengründers jede Saison von ausgewählten Gast-Designern entworfen: Chitose Abe (Sacai; H/W 2021), Glenn Martens (Y/Project; F/S 2022), Olivier Rousteing (Balmain; H/W 2022), Haider Ackermann (F/S 2023), Julien Dossena (Paco Rabanne; H/W 2023), Simone Rocha (F/S 2024), Nicolas di Felice (Courrèges; 2024).
2021 ließ Puig verlautbaren, dass die Konfektionslinie für Damen und Herren mit Gast-Designern, darunter Nix Lecourt Mansion, Ottolinger, Palomo Spain, Alan Crocetti und Marvin M'Toumo wiederbelebt werde. Jean Paul Gaultier selbst fungiert seit seinem Rückzug aus der Position des Kreativdirektors als Berater und Botschafter des Unternehmens.

### Kooperationen
Ende 2009 designte Gaultier für den US-amerikanischen Waren-Discounter Target im Rahmen dessen „Designer Collaborations“-Programm eine 50-teilige, niedrigpreisige Damen-Kollektion, die von März bis April 2010 bei Target erhältlich war. Mit dem französischen Möbelhersteller Roche-Bobois besteht zudem seit 2010 eine Zusammenarbeit für Einrichtungsgegenstände, nachdem Gaultier bereits in den 1990er Jahren für das französische Unternehmen VIA Möbel entworfen hatte. Mit dem italienischen Damenunterwäsche-Hersteller La Perla kooperierte Gaultier ebenso 2010. Gaultier arbeitet mit dem Künstlerpaar L.A. Raeven zusammen.

### Gaultier-Stil

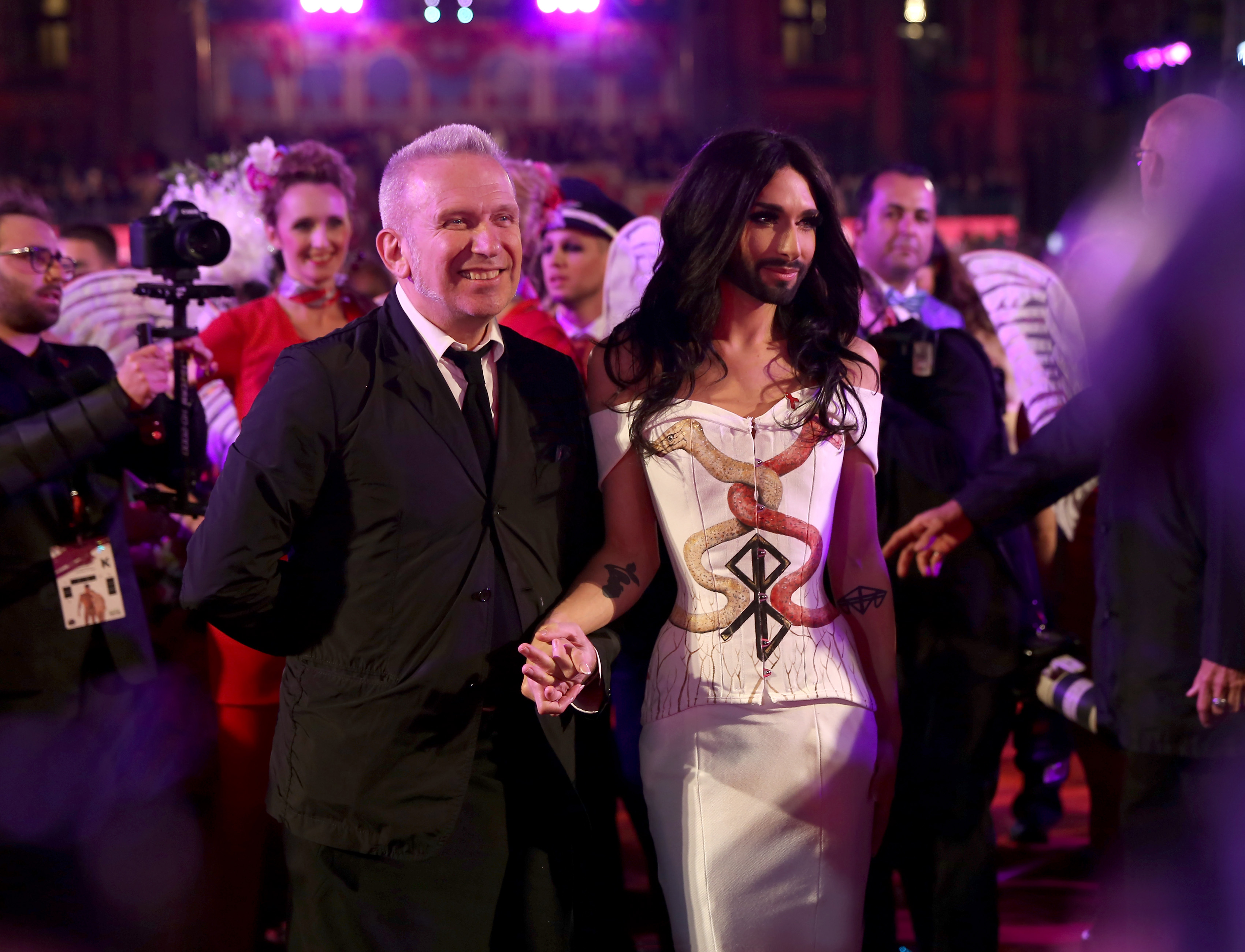
Jean Paul Gaultier mit Conchita Wurst (Life Ball 2014)

Gaultier erwarb sich schon frühzeitig den Ruf, das Enfant terrible der französischen Mode zu sein. Er kreiert sehr ausgefallene, oftmals kaum tragbare Mode, die er häufig in Happenings vorstellt. Dabei setzt er gerne unkonventionelle Modelle wie ältere, übergewichtige Frauen oder gepiercte und tätowierte Personen ein. Eines seiner Markenzeichen ist das weiße Langarm-T-Shirt mit schmalen blauen Querstreifen im Marine-Stil, das sogenannte Marinière. Viele seiner Kreationen leiten sich von Alltagskleidung und der Pop-Kultur ab, während seine Haute-Couture-Entwürfe gleichzeitig streng formal und verspielt sind. Er machte Röcke für Männer populär und entwarf die Kostüme für viele Filme wie beispielsweise Luc Bessons Das fünfte Element, Pedro Almodóvars Kika, Peter Greenaways Der Koch, der Dieb, seine Frau und ihr Liebhaber und Jean-Pierre Jeunets Stadt der verlorenen Kinder. Für die Sängerin Kylie Minogue und deren X Tour kreierte Gaultier 2008 Haute-Couture-Kleidung, für Madonna entwarf er 1990 die gewagten Outfits der Blond Ambition Tour und ihrer Confessions Tour 2006, für Johnny Hallyday die Bühnen-Outfits 2003.

### Hermès und Puig
Gaultier war überdies ab 2004 der Designer der Damen-Modelinie von Hermès. Hermès hielt am Unternehmen Jean Paul Gaultier ab 1999 eine Beteiligung von 35 %, die 2008 auf 45 % erhöht wurde. Mit der Frühjahr/Sommer-Kollektion 2011 endete Gaultiers Arbeit für Hermès, nachdem der einstige Hermès-Firmenchef, Jean-Louis Robert Frédéric Dumas-Hermès, der Gaultier 2004 eingestellt hatte, 2010 gestorben war. 2011 wurde bekannt, dass das Haus Hermès den Anteil am Unternehmen Gaultier verkaufen will. Anfang Mai 2011 wurde verkündet, dass die spanische Puig-Gruppe – ein Parfüm-Hersteller, zu dem auch die Modemarken Carolina Herrera, Nina Ricci und Paco Rabanne gehören – den 45-%-Anteil an Gaultier von Hermès übernimmt. Zudem kaufte die Gruppe einen 15%igen Firmen-Anteil von Jean Paul Gaultier ab und hält damit 60 % an dem Unternehmen. Die verbleibenden 40 % hält Jean Paul Gaultier selbst. Ab 2016 wird Puig zudem die Parfüm-Lizenz von Gaultier übernehmen, die bislang im Besitz von Beauté Prestige International ist.

### Parfüm

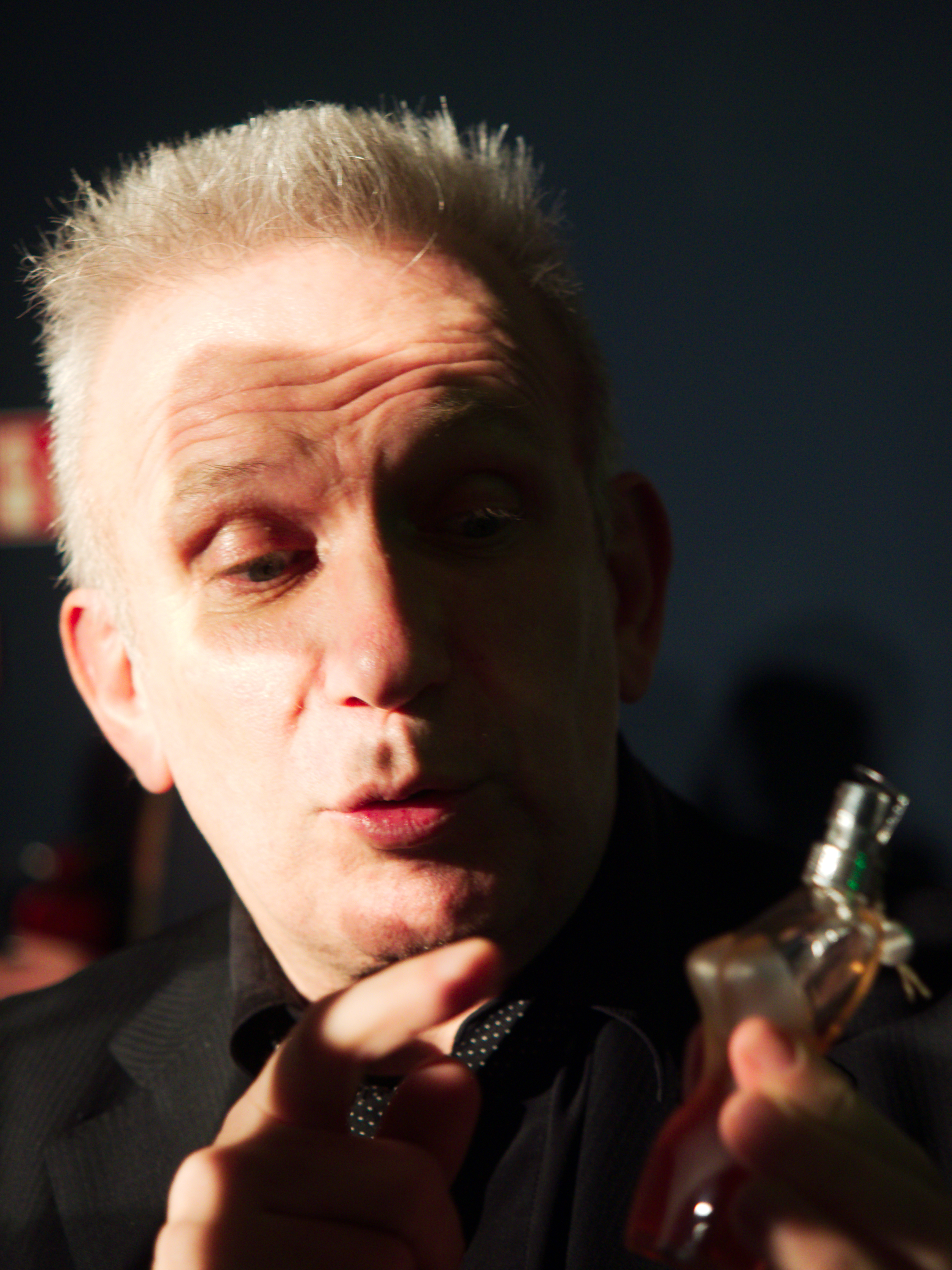
Jean Paul Gaultier, 2015

1993 lancierte Gaultier sein erstes Damen-Parfüm Jean Paul Gaultier (später unter dem Namen Classique vertrieben). 1995 folgte der erste Herren-Duft Le Mâle, zu dem in der Folge zahlreiche Variationen erschienen. Der Le Mâle Flacon ist ein stilisierter Männer-Torso im Streifenshirt samt Unterleib, zu dem sich Gaultier von der Matrosen-Titelfigur des Fassbinder-Films Querelle (1982) inspirieren ließ. 2005 kam mit Gaultier² ein Unisex-Duft auf den Markt, der 2022 neu aufgelegt wurde. 
Seither brachte das Unternehmen zahlreiche weitere Düfte auf den Markt, so im Jahr 2012 Kokorico und Le Beau Mâle 2013 (jeweils für Herren). Die Düfte wurden von 1993 bis Ende 2015 von Beauté Prestige International, einem Pariser Tochterunternehmen von Shiseido in Lizenz produziert. Puig kaufte Shiseido die Gaultier-Lizenz vor dem eigentlichen Laufzeitende, Ende 2016, ab und kontrolliert somit auch die Parfüm-Sparte seit Anfang 2016 selbst. Weitere Duft-Lancierungen folgten: Scandal für Damen (2017) und Herren (2021), La Belle für Damen und Le Beau für Herren (jeweils 2019) – mit jeweils zahlreichen Variationen, limitierten Auflagen und Intensitäten, wie etwa Le Beau Paradise Garden (2024).

### Sonstiges
- 1989 brachte es Gaultier mit dem von ihm eingesungenen Song How to Do That in die Charts.[19]
- 2008 kommentierte er den Eurovision Song Contest in Belgrad für den französischen Sender France 3.
- 2012 wurde er in die Wettbewerbsjury der 65. Internationalen Filmfestspiele von Cannes berufen.
- 2016 entwarf er über 500 Kostüme für die Revue THE ONE Grand Show im Friedrichstadt-Palast in Berlin.
- 2016 entwarf er für D. Swarovski eine Kollektion mit dem Namen Kaputt.[20]
- 2020 startete der 96-minütige BioPic-Dokumentarfilm Jean Paul Gaultier: Freak and Chic von Yann L'Hénoret (F 2018) in den deutschen Kinos.[21]
- 2022 und 2024 trat Gaultier als Gastjuror bei Germany’s Next Topmodel auf.
- 2023 kuratierte Gaultier das Design und entwarf Kostüme für die Revue FALLING | IN LOVE Grand Show im Friedrichstadt-Palast in Berlin.[22]

## Privates
1990 starb Gaultiers langjähriger Lebensgefährte und Geschäftspartner Francis Menuge an den Folgen der Immunschwächekrankheit AIDS.